# Farman, Micot et Cie
Pour les articles homonymes, voir Farman.
Farman, Micot et Cie est un constructeur automobile français.

## Production
L’entreprise basée à Saint-Maurice-d'Ételan a commencé à produire des automobiles en 1898. Le nom de la marque était Farman-Micot.
Le moteur provient de la société Daniel Augé et Cie.
Le moteur bicylindre a 1362 cc avec un alésage de 85 mm et une course de 120 mm. La puissance du moteur comprise  7 ch à 650 tr/min. Le véhicule offrait de la place pour trois personnes. Deux véhicules finis pouvaient être inspectés dans les ateliers de Farman à l’époque. Ces véhicules devaient être exposés à l’Expo Tuileries. Des commandes de 30 véhicules étaient disponibles et en cours. MM. Farman
et Micot prévoyait de produire au moins 100 unités en 1898. Le nombre exact de véhicules achevés jusqu’à la dissolution de l’entreprise n’est plus déterminé.
La production s’est terminée en 1898.